# Irfan Škiljan
Irfan Škiljan (Jajce, 1973.) bošnjački je informatičar, autor programa IrfanView.
Irfan se rodio 1973. godine u Jajcu, gdje je završio osnovnu školu. Vojnu gimnaziju je pohađao u Zagrebu, a nakon početka Domovinskog rata pitomce su prebacili u Beograd. Baš je maturirao kad je počeo Rat u Bosni i Hercegovini, praktično završivši tu školu u zadnji trenutak; prema njegovim riječima "Svi Muslimani i Hrvati su morali da napuste vojnu školu – jednostavno je izašla lista sa imenima." S novcem koji je bio dostatan samo za otputovati u Austriju bez povratka, napustio je Beograd i nekako je s izbjeglicama otišao u Austriju. Diplomirao je informatiku na poznatom Tehničkom sveučilištu u Beču (Technische Universität Wien, TUW).
Specijalist je za računalnu grafiku i grafičke programe. Tijekom studija započeo je rad na svom glavnom projektu – programu za pregled slika IrfanView. I dalje mu je taj program primarna okupacija (programiranje, podrška, licence), a povremeno radi na projektima za druge firme.

## Vanjske poveznice
- Službena internetska stranica programa IrfanView (en)